# Yaqui (volk)
Yaqui (Yaqui: Yoeme) is een indiaans volk dat leeft in de noordelijke Mexicaanse deelstaat Sonora en in het zuidwesten van de Amerikaanse staat Arizona.
Er zijn ongeveer 35.000 Yaqui, waarvan 23.411 in Mexico en 11.324 in de Verenigde Staten. De Yaqui noemen zichzelf Yoeme, het Yaqui-woord voor "persoon". Zij noemen hun woongebied Hiakim, vanwaar de naam "Yaqui" is afgeleid.
Pas in de zeventiende eeuw werden ze onderworpen door de Spanjaarden, nadat ze door jezuïeten bekeerd waren. De Yaqui en de missionarissen leefden lange tijd vreedzaam samen, maar toen de jezuïeten in 1730 door de Spaanse regering werden teruggeroepen kwamen de Yaqui in opstand. Hiermee begon een tragedie van opstand tegen het Spaanse gezag, en na de onafhankelijkheid van Mexico ook tegen de regering van dat land. Onder de dictator Porfirio Diaz (1876-1911) werd de situatie zo ondraaglijk, dat de Yaqui in Sonora, geleid door Cajemé, herhaaldelijk in opstand kwamen. In 1887 werden de Yaqui door regeringstroepen verslagen en Cajemé werd geëxecuteerd. Hun land werd verdeeld en een deel van de bevolking gedeporteerd naar het schiereiland Yucatán aan de andere kant van Mexico, waar in het vochtige klimaat velen het leven lieten. Enkele honderden Yaqui vluchtten naar de VS; hun nakomelingen zijn erkend als indianen en wonen in een reservaat aan de rand van Tucson. Onder president Lázaro Cárdenas (1934-1940) werd het woongebied van de Yaqui in Sonora erkend, en kregen ze landgebieden toegewezen.